# Ford Mondeo II
Pour un aperçu complet de tous les modèles de Mondeo, voir Ford Mondeo.
Le modèle Ford Mondeo Mk3 (deuxième génération) a été lancé par Ford en octobre 2000. Cette Mondeo était considérablement plus grande que sa devancière, et bien que Ford ait abandonné le thème de conception New Edge pour la deuxième génération, c'était leur premier véhicule à pleinement bénéficier du concept car Prodigy. Cela lui a donné un effet global que de nombreux critiques jugeaient plus sobre et mature, bien que beaucoup moins distinctif. Deux des plus grandes faiblesses de l'ancienne voiture, le modeste dégagement pour les jambes à l'arrière et la version Diesel non compétitive, ont été corrigées par un empattement plus long de 50 mm et le nouveau moteur Diesel Duratorq. La conception de base du châssis et de la suspension a été reprise de la génération précédente, ce qui signifie que la voiture a maintenu la réputation de sa devancière pour sa maniabilité et sa conduite de premier ordre. Cette Mondeo est arrivée au Mexique, remplaçant la Ford Contour construite en Amérique du Nord, et a été vendue de 2001 à 2007, lorsque la Ford Fusion l'a remplacée. La Fusion et la Ford Five Hundred/Taurus du marché nord-américain arboraient un style très similaire, à l'intérieur comme à l'extérieur.
Après la mise aux normes de l'habitacle de la Volkswagen Passat (B5) en 1996, Ford a accordé une grande attention à l'intérieur de la Mondeo de deuxième génération et a été le premier grand constructeur américain à réagir à la nouvelle norme établie par Volkswagen. Ford a renoncé à l'intérieur de style américain et arrondi de la première génération et a développé un design "germanique" et plus sobre, qui non seulement semblait plus sophistiqué mais, plus important encore, était de meilleure qualité en raison de l'utilisation de matériaux plus coûteux.
Cette Mondeo a beaucoup simplifié les niveaux de finition, par exemple les versions britanniques avaient été simplifiées à LX, Zetec, Zetec S, Ghia, Ghia X et ST. Malgré cela, un lifting de milieu de cycle en 2003 a vu l'introduction de nouveaux niveaux de finition. Titanium et Titanium X ont été insérées entre Zetec S et Ghia, et ST220 a été insérée au-dessus de ST.
Comme pour sa devancière, la sécurité passive était un argument de vente majeur de la Mondeo de 2000. Avec une carrosserie encore plus forte, Ford a présenté son soi-disant « système de protection intelligent » (SPI), qui utilisait un réseau « intelligent » de capteurs basés sur un réseau neuronal[réf. nécessaire], pour décider de la meilleure combinaison de dispositifs de sécurité (airbags passagers avant traditionnels, airbags latéraux et airbags rideaux) à déployer pour une situation de collision donnée. Pour améliorer la sécurité active, tous les modèles étaient équipés de freins antiblocages et de répartition électronique de la force de freinage, avec un correcteur électronique de trajectoire (ESP) disponible en option. Performance Blue était également une option à 2 000 £. La publicité Ford de l'époque affirmait que la Mondeo était « l'un des endroits les plus sûrs ». Cependant, les tests effectués par l'Euro NCAP sur la Mondeo de 2000 à 2007 ont révélé qu'elle protégeait moins bien que la plupart des rivales clés (Vauxhall Vectra, Citroën C5, Toyota Avensis, Volkswagen Passat), obtenant une note inférieure à 4 étoiles. Ford a redessiné une partie de la voiture et elle a été testée à nouveau, mais le risque de blessure à la poitrine pour le conducteur était encore plus élevé que la moyenne lors de l'impact frontal, parce que la première et la deuxième génération de Mondeo étaient basées sur la plate-forme CDW27 relativement datée et qui était liée à la plate-forme GE de Mazda conçue à la fin des années 1980.
La Mondeo s'est imposée comme étant la voiture la plus populaire de Grande-Bretagne dans sa catégorie et a occupé cette position chaque année à partir de 2001, bien que cette taille de voiture ait légèrement diminué en popularité au cours des années 2000. Cette version de la Mondeo n'a jamais dépassé la sixième place de la liste officielle de la Society of Motor Manufacturers and Traders pour les voitures les plus vendues au Royaume-Uni chaque année. En 2003, elle est arrivée au dixième rang de la liste.
La Mondeo de deuxième génération n'a jamais été vendue en Australie, car Ford Australie a fait valoir que ce segment du marché était en déclin. Cependant, en Nouvelle-Zélande voisine, elle a été élue voiture de l'année en 2002 par la New Zealand Motoring Writers 'Guild.

## Moteurs

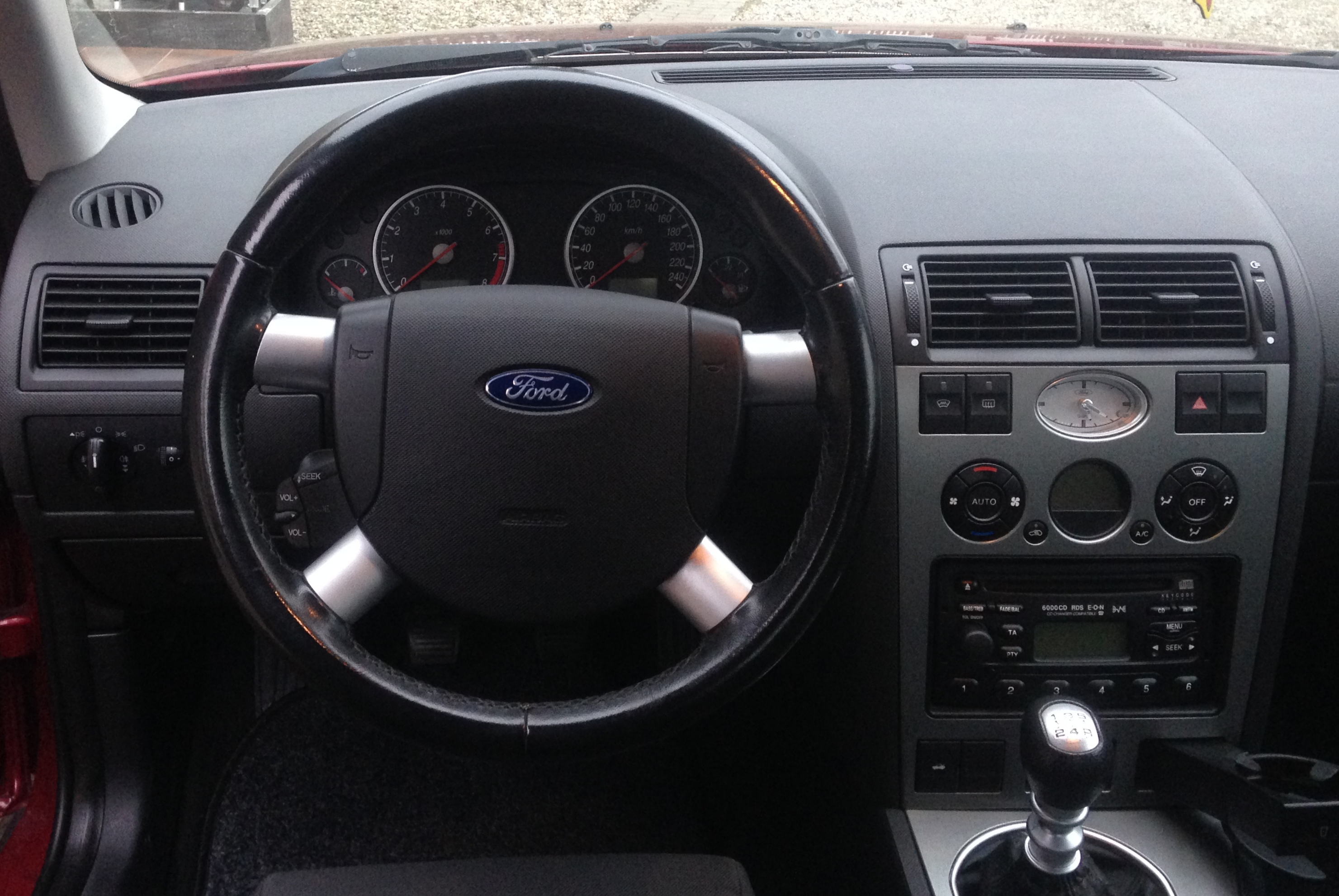
Intérieur

Pour la Mondeo de deuxième génération, le moteur Zetec a été remplacé par les moteurs L de 1,8 et 2,0 litres de Mazda, nommé Duratec par Ford. Le moteur V6 standard de 2,5 L a été reporté, tandis qu'une version de 3,0 L a été développée pour les modèles ST220 et supérieurs.
Il y avait un défaut de conception avec les vannes du collecteur d'admission des nouvelles unités essence de 1,8 L et de 2,0 L, ce qui pouvait causer de graves dommages au moteur en cas de panne. Les composants en plastique des vannes s'usaient trop rapidement et, lorsqu'ils étaient suffisamment lâches, ils pouvaient se désagréger et libérer des pièces en métal et en plastique dans les cylindres du moteur, ce qui pouvait causer de graves dommages au moteur (Défaut collecteur d'admission – Duratec). La pièce a été mise à niveau par Ford entre fin 2002 et début 2003, ce qui a largement empêché le problème de se produire dans les moteurs plus récents, bien que des pannes aléatoires aient toujours été signalées, même sur les pièces améliorées.
Le moteur turbodiesel Endura-D archaïque de 1,8 L a été abandonné et remplacé par une unité Duratorq de 2.0 L à 16 soupapes (TDCi et TDDi) à rampe commune plus sophistiquée avec une turbine à géométrie fixe ou variable, ce système de turbine intelligent permet une certaine suralimentation, donnant environ 10 % de couple supplémentaire pendant de courtes périodes. Ce moteur, connu chez Ford sous le nom de Duratorq « Puma »-type, a été vu pour la première fois dans le Transit sous une forme désaccordée.
Une nouvelle transmission automatique appelée Durashift a été ajoutée à la gamme. Cette unité a cinq vitesses et peut être changée manuellement ou changée comme une transmission automatique. Une transmission manuelle à six vitesses a également été ajoutée à la gamme, au lieu d'avoir simplement une transmission manuelle à cinq vitesses comme dans le modèle précédent.
En juin 2003, la Mondeo a reçu une mise à niveau très légère, les nouveaux modèles étant identifiables par une calandre chromée plus grande de style « nid d'abeille », phares antibrouillards redessinés, un nouveau tableau de bord central fabriqué à partir de matériaux de meilleure qualité, avec climatisation électronique, soit une radio Ford standard, radio Sony ou une radio/lecteur CD avec navigation par satellite, qui a également la climatisation électronique intégré dans l'unité au lieu de l'espace occupé par l'unité. La boîte automatique Durashift est désormais disponible avec commande au volant. Les moteurs essence ont également été révisés à ce stade - la nouvelle version SCI (injection directe) du moteur Duratec de 1,8 L a été introduite et elle génère 4 kW (5 ch) de plus que l'unité standard. En outre, l'équipement a été mis à niveau sur toute la gamme - l'ordinateur de bord étant désormais de série sur tous les modèles, et le régulateur de vitesse est également de série sur certains niveaux de finition et certains marchés.
La principale version sportive était la ST220, remplaçant la ST200 de la dernière gamme de modèles. Cela était disponible sous forme de berline à hayon, break et berline à malle. La ST220 produisait 229 ch (169 kW) à partir du nouveau moteur V6 de 3,0 litres, ce qui la rendait capable d'effectuer le 0 à 100 km/h en 7,4 secondes, et d'avoir une vitesse maximale de 249 km/h. Il y avait aussi une ST TDCi, une version sportive du modèle standard à moteur Diesel. Celle-ci, disponible sous toutes les formes, avait un moteur Diesel 4 cylindres de 2,2 litres, développant 155 ch (114 kW). Elle accélérait de 0 à 100 km/h en 8,2 secondes, et avait une vitesse maximale de 225 km/h.
Les modèles haut de gamme, (c'est-à-dire la Zetec S, la Ghia X et la Titanium X), avaient maintenant la disponibilité deux moteurs V6; l'un étant le Duratec 25 existant et repris du modèle précédent, et l'autre étant le Duratec 30; une variante plus silencieuse et plus douce du moteur de 3,0 litres de la ST220, qui produisait 209 ch (154 kW). Ce n'était pas différent des performances de la ST220, avec un temps du 0 à 100 km/h de 7,9 secondes et une vitesse de pointe de 243 km/h.
En 2005, il y avait deux nouvelles options du moteur Duratorq (TDCi) à rampe commune, un moteur de 2,2 L avec 114 kW (155 ch) et une version désaccordée du moteur de 2.0 L avec 65 kW (89 ch). De plus, le système d'avertissement de ceinture de sécurité a été ajouté et est maintenant de série, avec un signal d'avertissement sonore/visuel rappelant au conducteur de boucler sa ceinture de sécurité. Le style a été amélioré à nouveau, la différence la plus notable étant les feux arrière modifiés.

## Marché

### Europe
Moteurs :
- Quatre cylindres en ligne Duratec 1,8 L (1 798 cm3) de 110 ch (81 kW) et 165 N m)
- Quatre cylindres en ligne Duratec 1,8 L (1 798 cm3) de 125 ch (92 kW) et 169 N m)
- Quatre cylindres en ligne Duratec SCi 1,8 L (1 798 cm3) de 131 ch (96 kW) et 175 N m)
- Quatre cylindres en ligne Duratec 2,0 L (1 999 cm3) de 145 ch (107 kW) et 190 N m)
- V6 Duratec 24v 2,5 L (2 495 cm3) de 170 ch (125 kW) et 220 N m)
- V6 Duratec 30 3,0 L (2 967 cm3) de 204 ch (150 kW) et 281 N m)
- V6 Duratec 30 3,0 L (2 967 cm3) de 226 ch (166 kW) et 280 N m) (ST220)
- Quatre cylindres en ligne Duratorq 2,0 L (1 998 cm3) de 90 ch (66 kW) et 210 N m) (TDDi 90)
- Quatre cylindres en ligne Duratorq 2,0 L (1 998 cm3) de 116 ch (85 kW) et 281 N m) (TDDi et TDCi 115)
- Quatre cylindres en ligne Duratorq 2,0 L (1 998 cm3) de 131 ch (96 kW) et 331 N m) (TDCi 130)
- Quatre cylindres en ligne Duratorq 2,2 L (2 198 cm3) de 155 ch (114 kW) et 359 N m) (TDCi 155)

### Amérique du Sud

#### Brésil
Au Brésil, Ford Brésil a réimporté la Mondeo à partir de 2002, jusqu'à ce que la Fusion la remplace en 2006. La Mondeo n'était proposée qu'en berline à malle et était équipée du moteur 4 cylindres en ligne 2,0 L de 145 ch (107 kW). La version V6 n'a été vendue qu'au cours de la dernière génération (1999-2000). Aucune variante flexifuel n'était disponible. Il n'y avait qu'un seul niveau de finition, la Ghia, avec boîte de vitesses manuelle ou automatique.

#### Mexique
Au Mexique, le modèle pour remplacer la Ford Contour était similaire à la version européenne. Les niveaux de finition étaient Core, Edge, Ghia et 100 unités de la ST220 (vendue en édition limitée), elle n'était vendue qu'avec les moteurs essence quatre cylindres de 2,0 L, V6 de 2,5 L et V6 de 3,0 L (pour la ST220) : pas de versions turbodiesel ou break étaient disponibles au Mexique. Ses rivales les plus proches étaient la Chevrolet Vectra et la Volkswagen Passat. 2007 a été la dernière année de la Mondeo pour le Mexique, vendue avec la Ford Fusion jusqu'à ce qu'elle la remplace finalement.

### Asie

#### Taïwan
À Taïwan, la deuxième génération de Ford Mondeo (CD132) a été produite à Chungli, Taiwan à partir de 2001. Elle a été repensée et commercialisée par Ford Lio Ho sous le nom de Ford Mondeo Metrostar. La refonte comprenait des jantes alliages de 17 pouces, disques de frein de 356 mm, une face avant entièrement repensée et des feux arrière redessinés, tandis que l'intérieur est resté le même que dans le modèle européen, mettant en vedette le cuir Nappa et la propriété intellectuelle importés d'Allemagne. Deux versions de calandres ont été proposées, la première comportant des barres verticales avec le badge Ford sur le dessus et la dernière, lancée à partir de 2003 pour les modèles V6, comportant des barres horizontales et le logo Ovale Bleu de Ford au centre. La calandre des versions V6 a ensuite été disponible dans les modèles à finition inférieure comme la Koln Edition. Un lifting appelé Ford Mondeo Metrostar A+ a été lancé fin 2003, avec une partie avant entièrement redessinée et des feux arrière redessinés. Le modèle Mondeo RS aux spécifications européennes a également été produit à Taïwan à partir de 2002 et proposé en tant que variante plus sportive, tandis que le modèle européen de performance, la Mondeo ST220, était importé.
La Ford Mondeo Metrostar de Taïwan a également été exportée vers quelques pays d'Asie de l'Est, dont la Chine et le Vietnam. La Ford Mondeo Metrostar de Taiwan a été produite de 2001 à 2007, uniquement en tant que berline 4 portes. Le modèle est propulsé par un moteur 4 cylindres en ligne DOHC de 2,0 litres ou une option de moteur V6 DOHC de 2,5 litres pour le modèle postérieur à 2003.

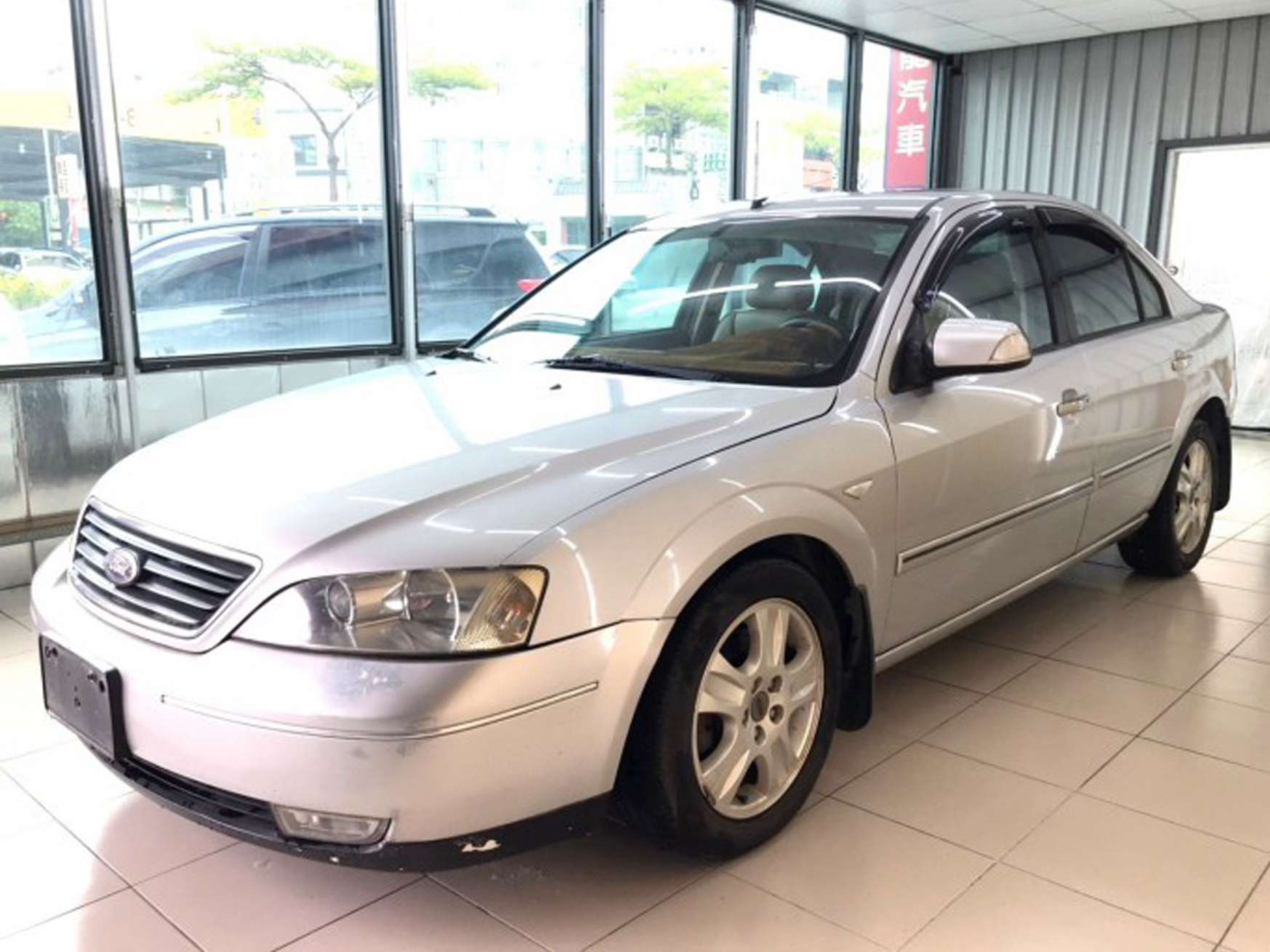
Ford Mondeo Metrostar V6 front
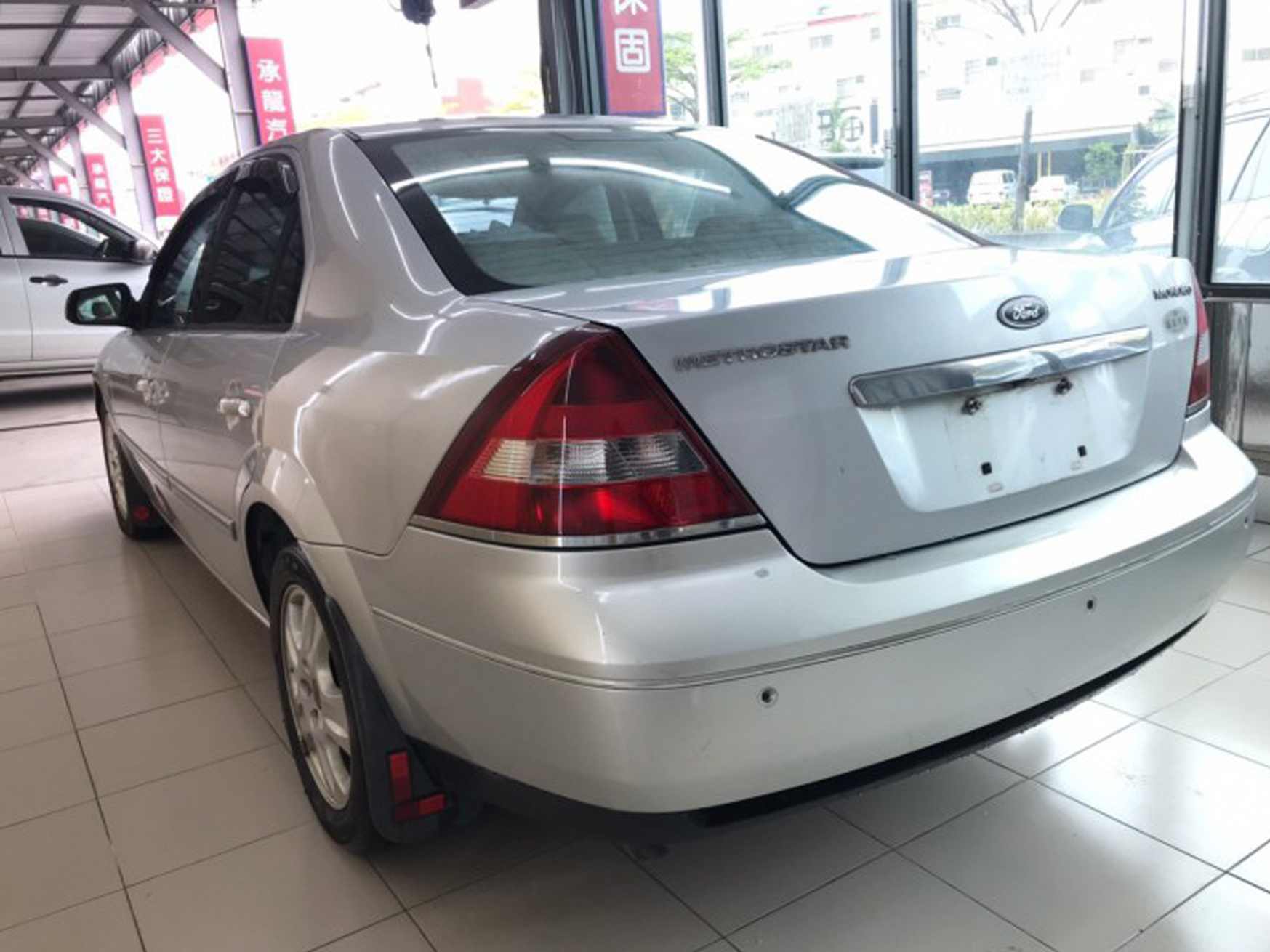
Ford Mondeo Metrostar V6 rear
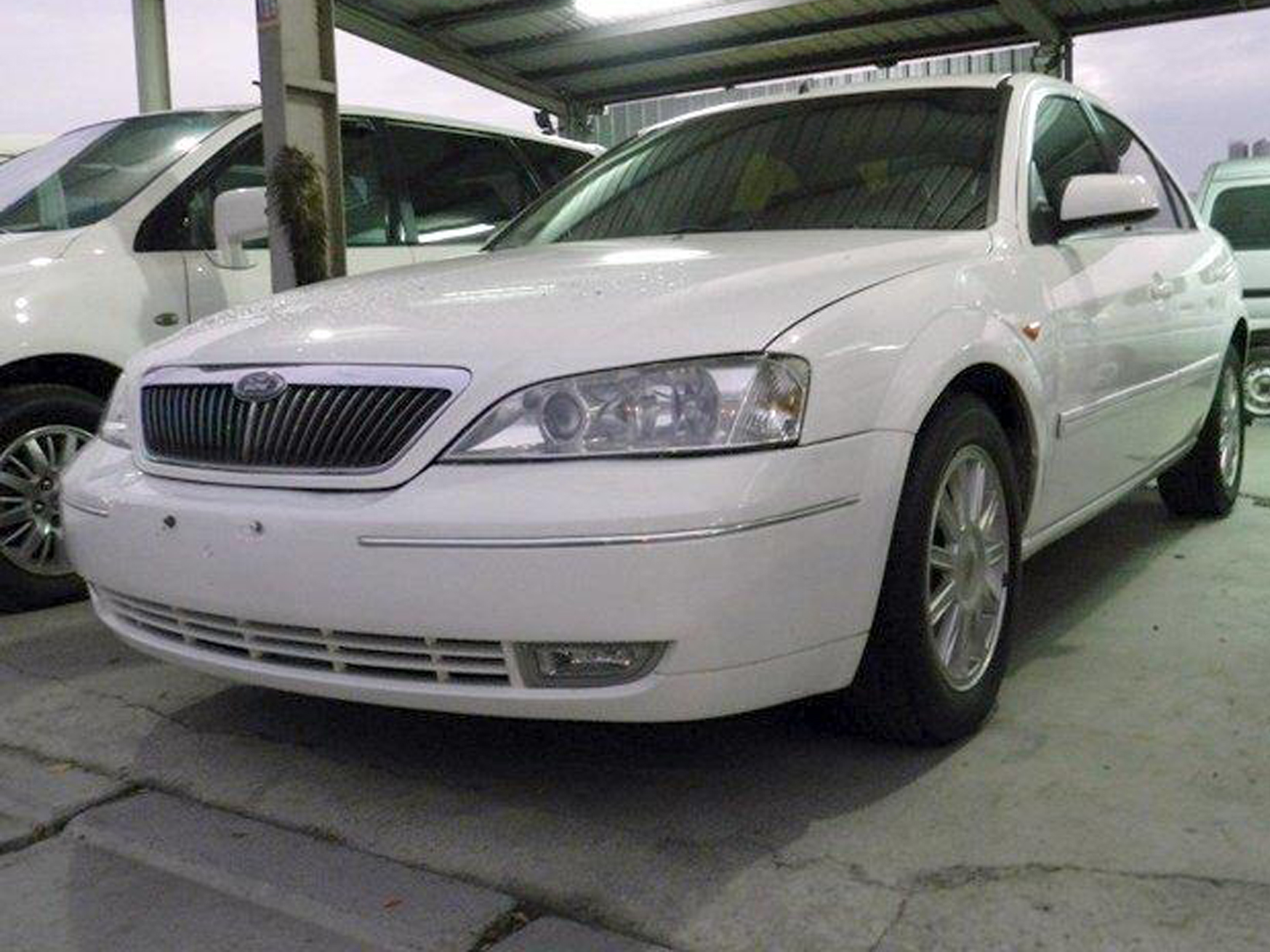
Ford Mondeo Metrostar I4 in Taiwan

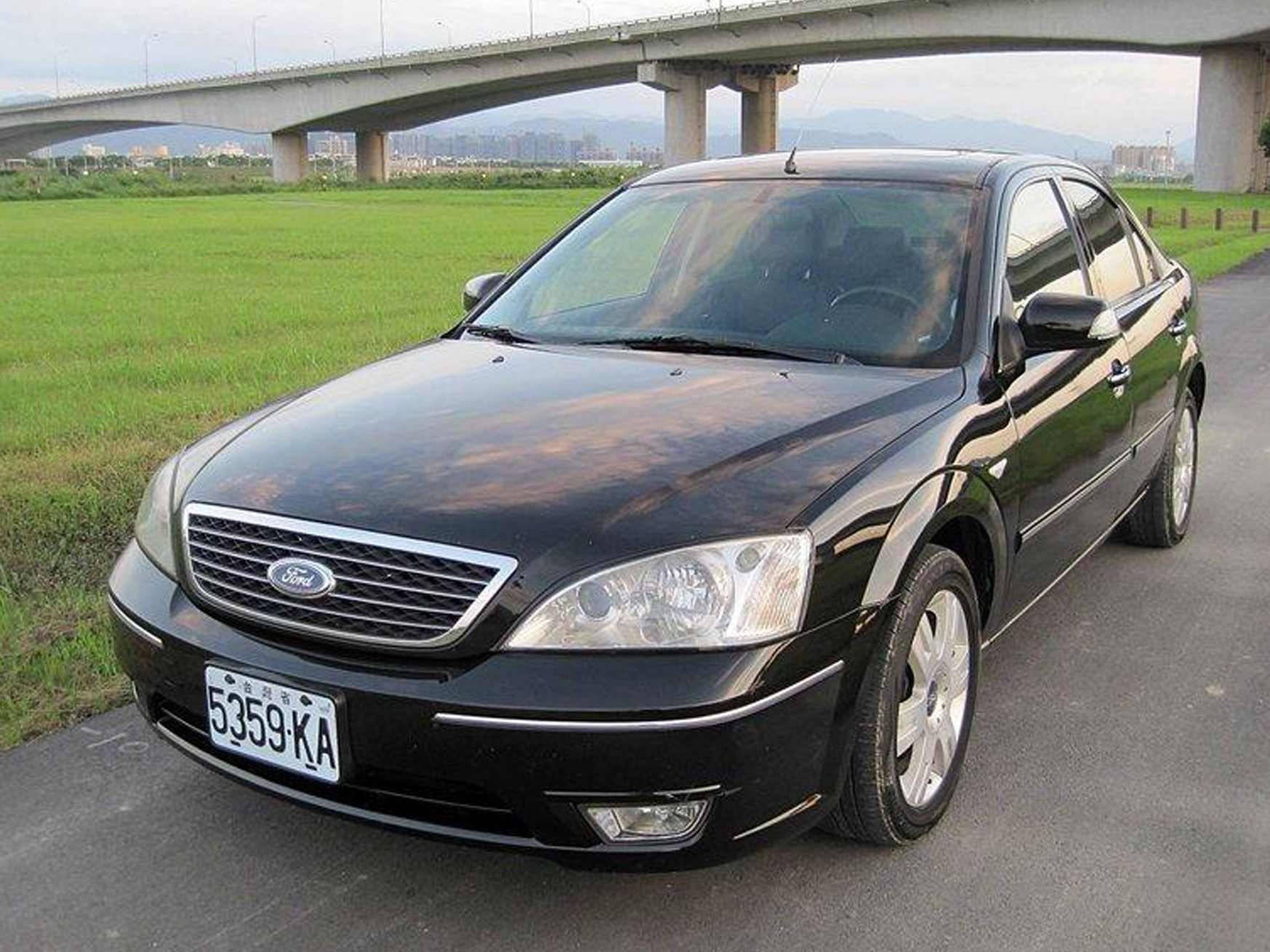
Ford Mondeo Metrostar A+ front
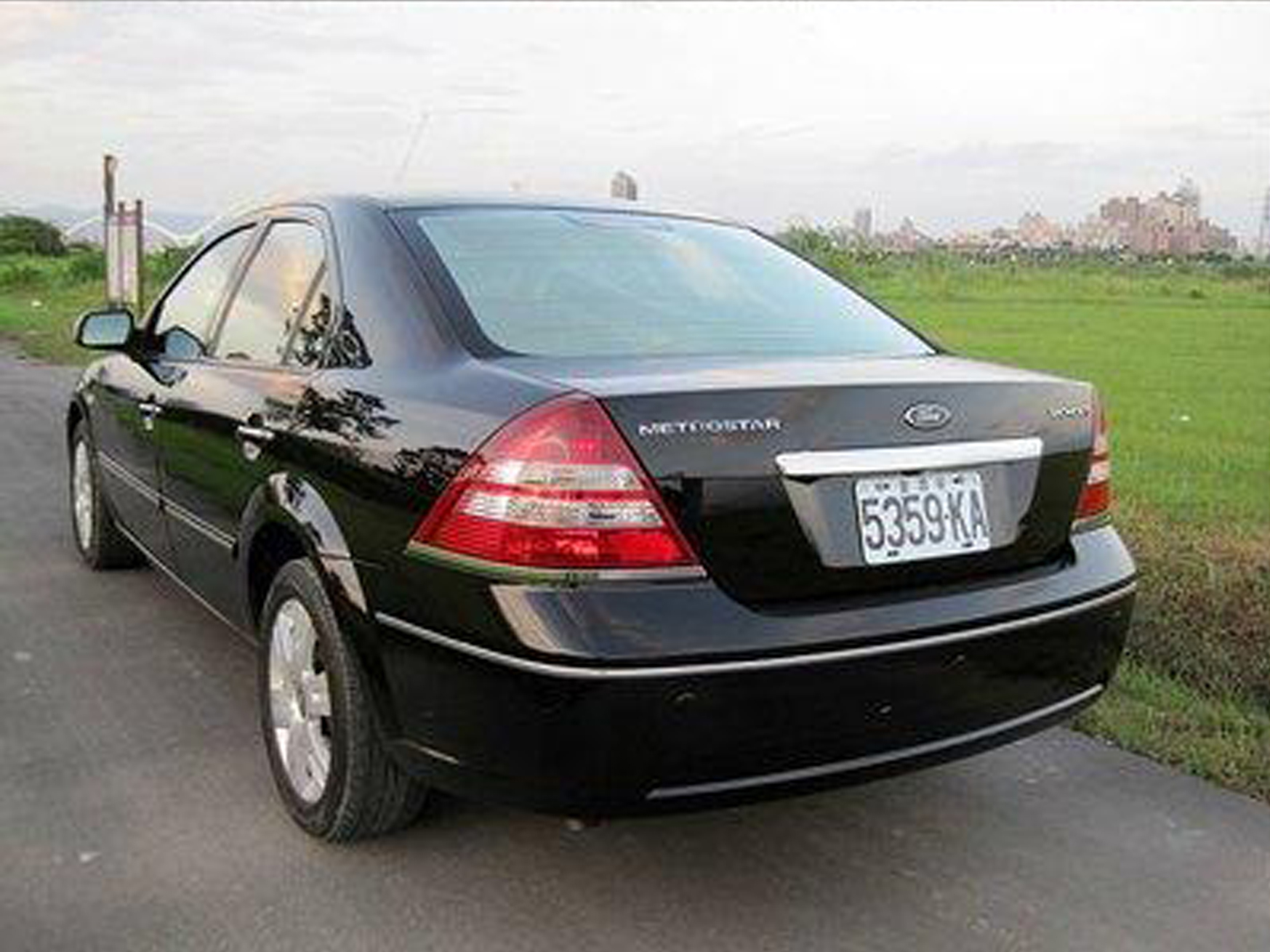
Ford Mondeo Metrostar A+ rear

#### Chine
En Chine, la version vendue était la version haut de gamme de la Ford Mondeo Metrostar taïwanaise exportée depuis Taïwan, le modèle Mondeo Metrostar Ghia X, qui n'était pas proposé à Taïwan, et vendu à partir de plus de 300 000 RMB au départ. Les prix ultérieurs du modèle produit à Taiwan ont été abaissés à 230 000 RMB. Après le lifting de la Ford Mondeo Metrostar A+, Changan Ford a commencé à produire au niveau national le modèle conçu par Ford Lio Ho, sous le nom de Ford Mondeo en Chine et un lifting mineur avec un nouveau pare-chocs avant a été lancé plus tard.

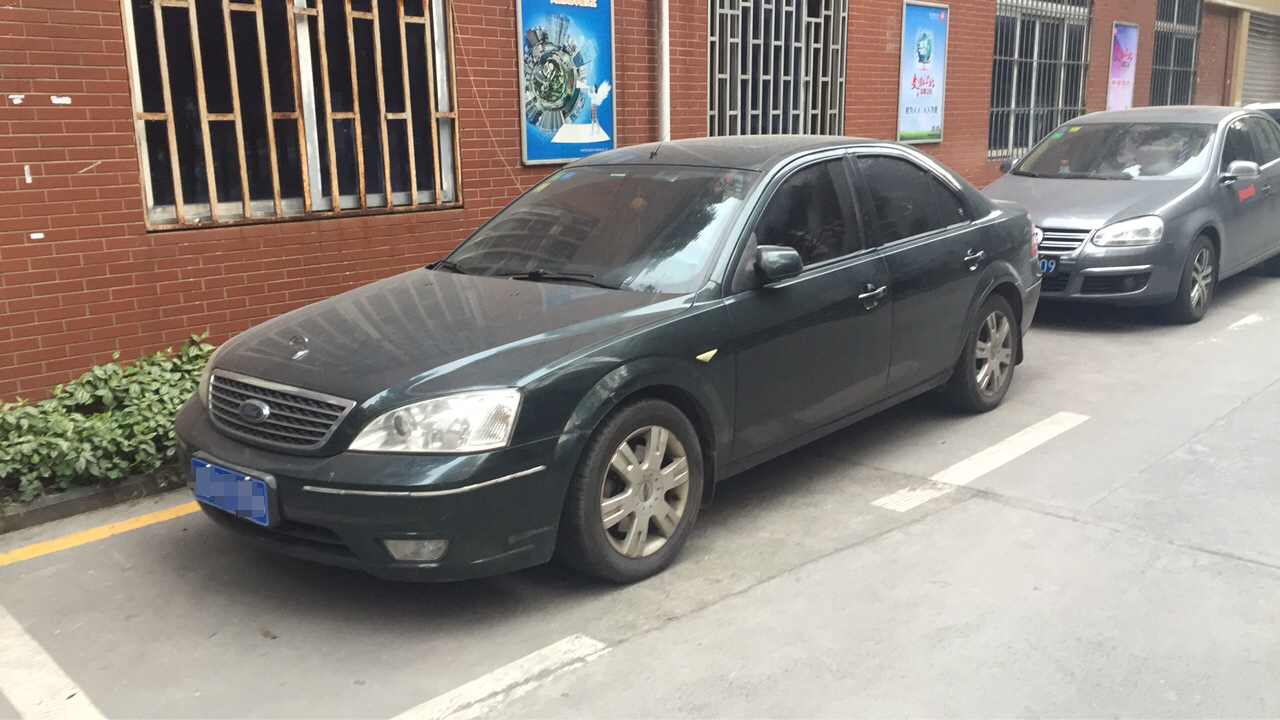
Ford Mondeo III by Changan Ford in China
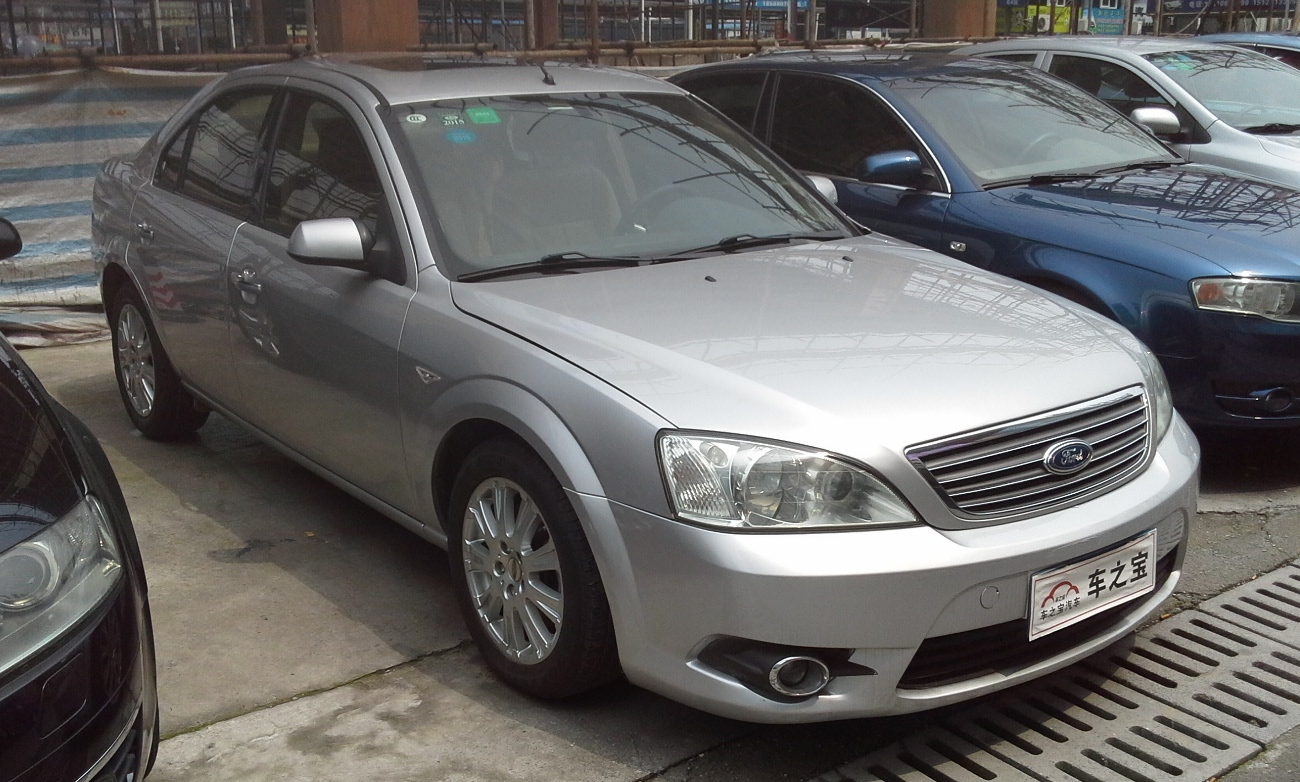
Ford Mondeo III by facelift by Changan Ford in China